# Offener Sternhaufen

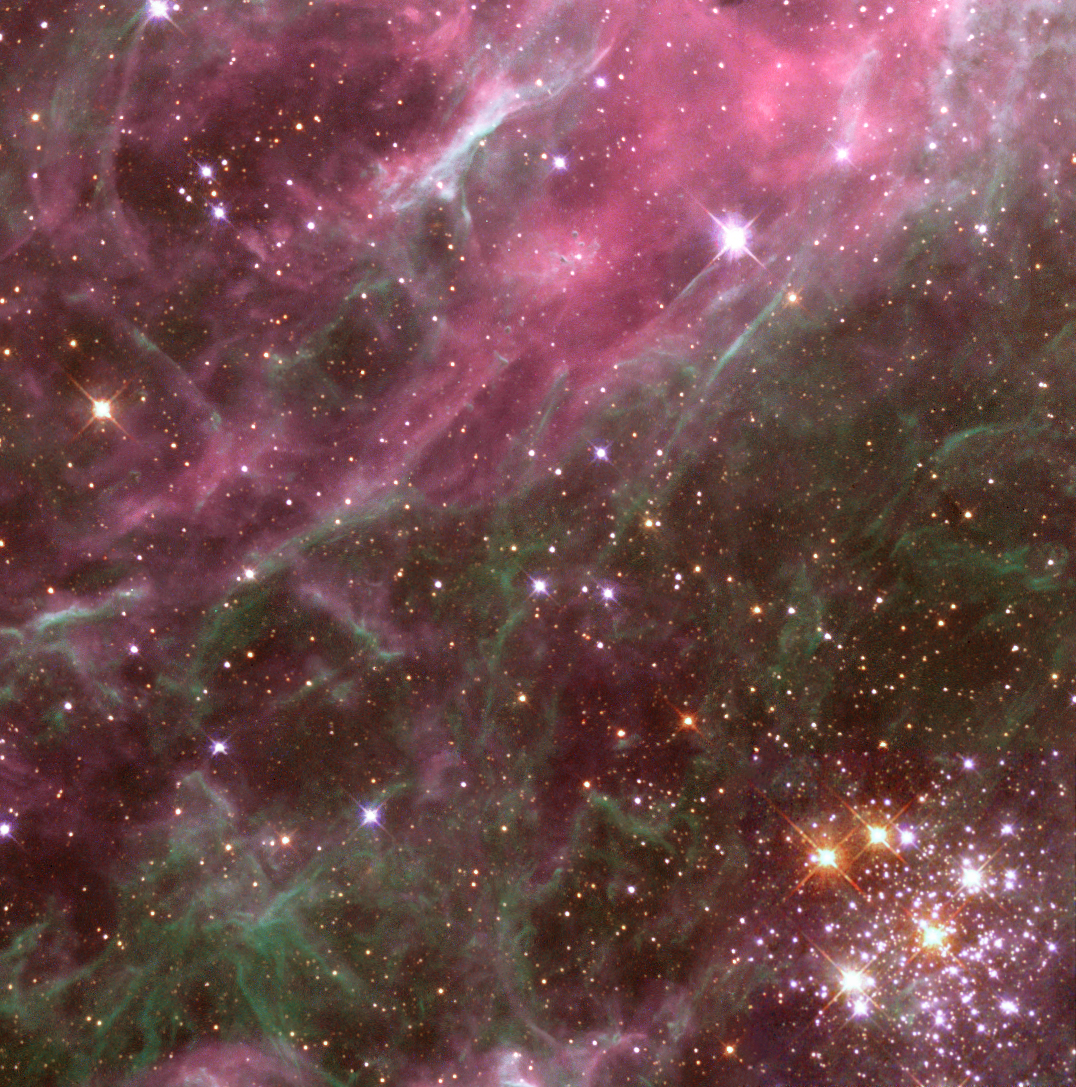
Rechts unten im Bild ist der ein paar Millionen Jahre alte Sternhaufen Hodge 301 zu sehen. Er erhellt Teile des Tarantelnebels der Großen Magellanschen Wolke.

Als offene Sternhaufen werden Ansammlungen von etwa hundert bis zu einigen tausend Sternen bezeichnet, die sich aus derselben Riesen-Molekülwolke (engl. GMC) gebildet haben. Ihre Konzentration im Haufenzentrum ist relativ gering. Dennoch heben sie sich deutlich vom Sternhintergrund ab. Von den dicht gepackten Kugelsternhaufen unterscheiden sie sich durch Größe, Lokalisation, Alter und Entstehung, vor allem aber durch die geringere Sterndichte.
Offene Sternhaufen findet man nur in Spiral- oder irregulären Galaxien, in denen noch Sternbildung stattfindet (wofür z. B. elliptische Galaxien zu alt sind). Die Haufen sind selten älter als ein paar hundert Millionen Jahre, weil sie durch die Eigenbewegung der Sterne, deren innere Vorgänge oder durch gegenseitige Bahnstörungen Mitglieder verlieren. Manchmal werden sie auch durch Zusammenstöße mit anderen Sternhaufen oder Gaswolken zerstört.
Junge offene Sternhaufen können sich immer noch in jener Molekülwolke befinden, aus der sie entstanden sind. Diese wird dadurch aufgehellt, und es entsteht ein ionisiertes H-II-Gebiet. Jedoch führt der Strahlungsdruck der jungen Sterne dazu, dass die Molekülwolke allmählich zerstreut wird. Für gewöhnlich werden 10 % der Masse der Gaswolke für die Sternentstehung benutzt, bevor der Strahlungsdruck den Rest fort bläst.
Für die Untersuchung der Sternentstehung sind offene Sternhaufen sehr wichtige Objekte. Der Grund dafür ist, dass alle Haufensterne ungefähr das gleiche Alter und dieselbe chemische Zusammensetzung haben. So fallen kleine Unterschiede der Eigenschaften viel schneller auf, als wenn man nur isolierte Sterne beobachtet. Auch lässt sich ihre gemeinsame Bewegungsrichtung (Sternstromparallaxe) zur Entfernungsbestimmung nutzen.

## Beobachtungsgeschichte
Die bekanntesten offenen Sternhaufen wie die Plejaden werden seit dem Altertum als Gruppe von Sternen aufgefasst. Andere wurden als Lichtflecken beobachtet, konnten aber erst mit der Erfindung des Teleskops als Sternhaufen identifiziert werden. Nach weiteren Beobachtungen wurden die Sternhaufen in zwei Klassen unterteilt. Die einen bestanden aus tausenden von Sternen in einer regelmäßigen, kugelförmigen Gestalt und sind überall am Himmel zu finden. Die andere Gruppe hatte weniger Sterne, eine unregelmäßigere Form und man findet sie fast ausschließlich in der galaktischen Ebene der Milchstraße. Der ersten Gruppe gab man den Namen Kugelsternhaufen und die zweite bezeichnete man als offene Sternhaufen oder galaktische Haufen.
Es wurde festgestellt, dass die Sterne in einem offenen Sternhaufen ähnliche Eigenschaften haben. Der Geistliche John Michel berechnete 1767 die Wahrscheinlichkeit, dass eine Sternengruppe wie die Plejaden lediglich eine zufällige Anordnung am Sternenhimmel sei, auf 1 zu 496.000. Als die Astrometrie genauer wurde, fand man heraus, dass sich die Sterne im Haufen mit der gleichen Eigenbewegung durch den Nachthimmel bewegen. Durch spektroskopische Beobachtungen ermittelte man auch die gleiche Radialgeschwindigkeit. Daraus wurde geschlussfolgert, dass die Sterne zur selben Zeit entstanden sind und als Gruppe miteinander verbunden sind.
Obwohl Kugelsternhaufen und offene Sternhaufen klar voneinander getrennte Gruppen bilden, können die Unterschiede zwischen spärlichen Kugelsternhaufen und sehr reichen offenen Sternhaufen gering sein. Einige Astronomen glauben, dass beiden Typen von Sternhaufen die gleichen Mechanismen zu Grunde liegen mit dem Unterschied, dass die Ursachen, die zur Bildung von großen Kugelsternhaufen führen, in unserer Galaxie nicht mehr gegeben sind.

## Entstehung
Alle Sterne entstehen aus Mehrfachsternensystemen, denn nur eine Gaswolke mit einer vielfachen Sonnenmasse ist schwer genug, um unter ihrer eigenen Schwerkraft zu kollabieren, jedoch kann so eine schwere Wolke nicht zu einem einzelnen Stern kollabieren.
Die Entstehung eines offenen Sternhaufens beginnt mit dem Kollaps eines Teils einer Riesenmolekülwolke, eine Gaswolke mit dem Gewicht von mehreren tausend Sonnenmassen. Viele Faktoren können der Auslöser dafür sein. Sobald die Riesenmolekülwolke anfängt zu kollabieren, beginnt die Sternentstehung durch die Bildung immer kleinerer Fragmente, aus denen am Ende vielleicht mehrere tausend Sterne werden. In unserer Galaxie bilden sich offene Sternhaufen alle paar tausend Jahre.
Sobald die ersten Sterne entstanden sind, stoßen die größten und heißesten Sterne eine enorme Menge ultravioletter Strahlung aus. Diese Strahlung ionisiert das umliegende Gas der Riesenmolekülwolke, wodurch sich ein H-II-Gebiet bildet. Sternenwinde der schweren Sterne und der Strahlungsdruck verdrängen das umliegende Gas. Nach ein paar Millionen Jahren kommt es zur ersten Supernova eines Sternes, wodurch weiteres Gas aus dem System hinausgeschleudert wird. Nach einigen Zehnmillionen Jahren ist nur noch so viel Gas übrig geblieben, dass es nicht mehr zu einer Sternentstehung kommen kann. Meistens werden vom anfänglich vorhandenen Gas nur 10 % zur Sternenbildung genutzt. Der Rest wird weggeblasen.
Bis dahin sind junge Sternhaufen oft noch sichtbar in diese Molekülwolke bzw. den Emissionsnebel eingebettet. Bekannte Beispiele dafür sind der Rosetten- und der Kokon-Nebel.
In der Regel bilden sich aus einer Molekülwolke zwei oder mehrere offene Sternhaufen. In der großen Magellanschen Wolke sind sowohl Hodge 301 als auch R136 aus Gasen des Tarantelnebels hervorgegangen. Ein Beispiel aus unserer Galaxie wären Hyaden und Praesepe. Durch Zurückverfolgung ihrer Bewegung nimmt man an, dass sie sich aus derselben Wolke vor 600 Millionen Jahren gebildet haben.
Manchmal formen sich zwei Sternhaufen, die in der gleichen Zeit entstanden sind und bilden sogenannte Doppelsternhaufen. Das bekannteste Beispiel in der Milchstraße ist der Doppelsternhaufen h Persei und Chi Persei, man kennt jedoch noch zehn weitere. Man hat viele in der kleinen und großen Magellanschen Wolke gefunden. Sie sind in anderen Galaxien einfacher aufzuspüren, da Projektionseffekte in der Milchstraße dazu führen können, dass nicht zusammengehörige Sterne so wirken, als würden sie sich dicht nebeneinander befinden.

## Gestalt und Klassifikation
Die Anzahl der Sterne in einem offenen Sternhaufen variiert zwischen ein paar zehn Sternen bis hin zu großen Ansammlungen von einigen tausend Sternen. Sie enthalten meist einen dichteren Kern, der von einer weitläufigen Korona aus weiteren Sternen umgeben ist. Der Kern hat meist einen Durchmesser von 3 bis 4 Lichtjahren, während sich die Korona bis in eine Entfernung von ungefähr 20 Lichtjahren vom Zentrum erstreckt. Im Kern befinden sich rund 1,5 Sterne pro Kubiklichtjahr (die Sternendichte in dem Gebiet um unsere Sonne beträgt ca. 0,0035 Sterne pro Kubiklichtjahr).
Offene Sternhaufen werden meist nach einem von Robert Trumpler entwickelten Schema von 1930 klassifiziert. Dazu sind drei Angaben nötig. Die römischen Zahlen von I bis IV geben die Konzentration und Loslösung vom umliegenden Sternenfeld an (von stark bis schwach konzentriert). Die arabischen Ziffern von 1 bis 3 geben an, wie stark sich die einzelnen Sterne in ihren Helligkeiten unterscheiden (von gering zu stark). Die Buchstaben p, m, oder r geben an, ob das Kluster wenig (poor), durchschnittlich (medium) oder viele (rich) Sterne hat. Ergänzend (optional) können noch drei weitere Kriterien angegeben werden: n (nebulosity – nebelig) = Im Haufen sind interstellare, leuchtende Materiewolken eingebettet; e (elongated – länglich) = Der Sternhaufen erscheint in einer Richtung auseinandergezogen; u (unsymmetrical – unsymmetrisch) = Die Sterne im Haufen sind in verschiedenen Richtungen gestreut. Nach diesem Schema sind die Plejaden beispielsweise als I3rn klassifiziert (stark konzentriert mit reicher Population mit Materiewolken), die Hyaden sind klassifiziert als II3m (mehr zerstreut und weniger Sterne).

## Anzahl und Verteilung
Es sind über 1.000 offene Sternhaufen in unserer Galaxie bekannt, aber die wirkliche Anzahl dürfte bis zu zehn Mal höher sein. In Spiralgalaxien findet man sie fast ausschließlich in den Spiralarmen. Der Grund ist, dass hier wegen der höheren Gasdichte die meisten Sterne entstehen und die Sternhaufen wieder vergehen, bevor sie jenseits der Spiralarme gelangen können. Sie sind in unserer Galaxie in der galaktischen Ebene konzentriert mit einer Ausdehnung der Höhe von rund 180 Lichtjahren (verglichen mit dem Radius der Milchstraße von rund 100.000 Lichtjahren)
In Irregulären Galaxien kann man offene Sternhaufen überall in der Galaxie finden. Ihre Konzentration ist dort am größten, wo auch die Gaskonzentration am höchsten ist. Man findet sie jedoch nicht in elliptischen Galaxien, da hier der Sternentstehungsprozess vor vielen Jahren aufgehört hat, so dass sich alle offenen Sternhaufen bereits aufgelöst haben.
In unserer Galaxie hängt die Verteilung vom Alter ab. Ältere Sternhaufen werden meist in größeren Entfernungen vom galaktischen Zentrum gefunden. Die Gezeitenkräfte sind in der Nähe des Zentrums unserer Galaxie stärker, so dass die Sternhaufen viel leichter zerstört werden. Weiterhin sind die Riesenmolekülwolken, die die offenen Sternhaufen ebenfalls zerstören können, eher in den inneren Regionen der Galaxie konzentriert. Also vergehen die meisten Sternhaufen in den inneren Regionen der Galaxie viel früher als die in den äußeren Regionen.

## Zusammensetzung der Sterne
Weil sich offene Sternhaufen zerstreuen, bevor die meisten ihrer Sterne sterben, kommt das meiste Licht von jungen, heißen blauen Sternen. Diese Sterne sind die schwersten und haben die kürzeste Lebenserwartung von ein paar zehn Millionen Jahren. Ältere offene Sternhaufen haben dagegen mehr gelbe Sterne.
Einige offene Sternhaufen enthalten heiße blaue Sterne, die jünger zu sein scheinen als ihre restlichen Sterne. Diese blauen Nachzügler werden auch in Kugelsternhaufen beobachtet. Es wird angenommen, dass sie entstehen, wenn Sterne kollidieren und verschmelzen, und dabei einen wesentlich heißeren und schwereren Stern bilden. Auf jeden Fall ist die Sternendichte viel geringer als in Kugelsternhaufen, so dass Sternenkollisionen nicht die Anzahl an Nachzüglern erklären kann. Es wird eher angenommen, dass die meisten ihren Ursprung in einem Doppelsternsystem haben. Wechselwirkungen des Doppelsternsystems mit anderen Sternen führen dann zur Verschmelzung beider Sterne zu einem Stern.
Sobald ein Stern seinen Wasserstoffvorrat aufgebraucht hat und damit die Kernfusion nicht mehr stattfinden kann, stößt er seine äußeren Schichten ab und bildet einen Planetarischen Nebel mit einem Weißen Zwerg im Inneren. Die meisten offenen Sternhaufen werden jedoch zerstreut, bevor viele ihrer Sterne das Stadium eines weißen Zwerges erreichen. Jedoch ist die Anzahl weißer Zwerge in offenen Sternhaufen nochmals wesentlich geringer als erwartet. Eine mögliche Erklärung ist die folgende: Wenn ein Roter Riese seine äußeren Schichten abstößt und einen planetarischen Nebel bildet, reicht eine kleine Asymmetrie des abgestoßenen Materials aus, um dem übrig gebliebenen Stern einen Stoß von ein paar Kilometern pro Sekunde zu geben. Dieser ist stark genug, um ihn aus dem Haufen entkommen zu lassen.

## Schicksal der Offenen Sternhaufen

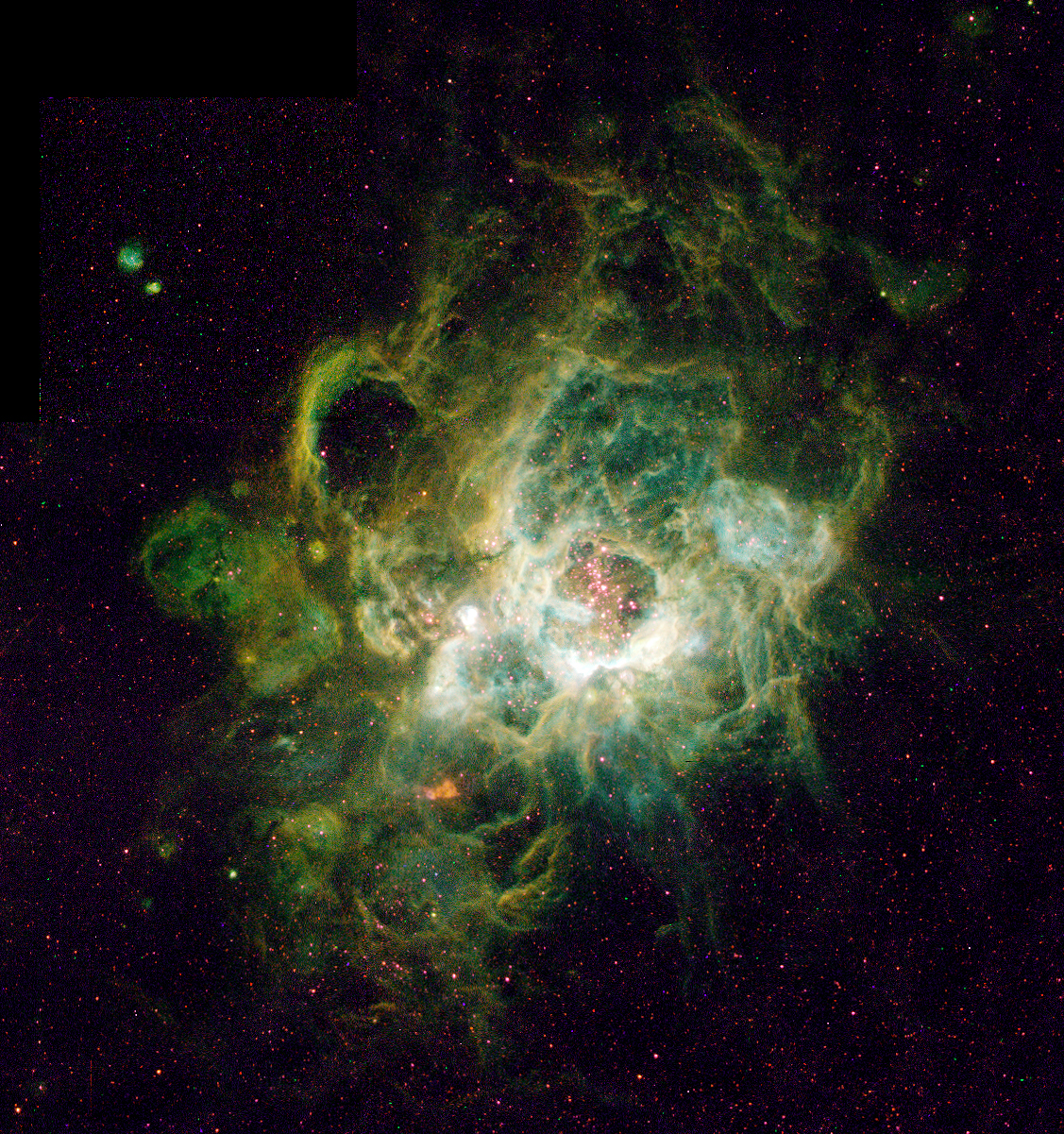
NGC 604 im Dreiecksnebel ist ein sehr schwerer offener Sternhaufen. Er ist umgeben von einem H-II-Gebiet.

Die Zeitspanne, die ein Sternhaufen Bestand hat, hängt hauptsächlich von seiner Anfangsmasse ab. Viele offene Sternhaufen sind seit ihrer Entstehung instabil. Ihre Gesamtmasse ist so gering, dass die Fluchtgeschwindigkeit aus diesem System geringer ist als die durchschnittliche Geschwindigkeit ihrer Sterne. Diese Sternhaufen lösen sich innerhalb von ein paar Millionen Jahren auf. Da das umliegende Gas durch den Strahlungsdruck der jungen heißen Sterne weggeblasen wird, reduziert sich die Masse, so dass eine schnelle Zerstreuung möglich ist.
Sternhaufen mit einer ausreichend großen Masse, um die Sterne durch die Gravitation dauerhaft zu binden, können mehrere zehn Millionen Jahre existieren, jedoch führen auch hier interne und externe Prozesse dazu, dass sie allmählich zerstreut werden. Kommen sich im Inneren Sterne zu nah, führt das oft dazu, dass die Geschwindigkeit des einen Sterns stark erhöht wird, die Fluchtgeschwindigkeit des Sternhaufens überschreitet und er ihm dadurch entkommen kann. Das führt zur langsamen Auflösung des Sternhaufens. Die Zeitspanne bis zum Verlust der Hälfte der Sterne reicht von 150 bis 800 Millionen Jahre, je nach Anfangsdichte.
Im Schnitt wird alle halbe Million Jahre ein offener Sternhaufen durch einen äußeren Faktor, wie zum Beispiel der Zusammenstoß mit einer Molekülwolke, zerstört. Die durch die Gravitation hervorgerufenen Gezeitenkräfte führen dann zur Zerstörung der Struktur des Haufens. Schließlich wird aus dem Sternhaufen ein Band aus Sternen, die zwar nicht eng genug zusammen liegen, um als Haufen bezeichnet zu werden, aber alle miteinander verbunden sind und sich in die gleiche Richtung bewegen.
Nachdem die Gravitation so schwach geworden ist, dass sie nicht mehr ausreicht, um die Sterne zu binden, bewegen sich die meisten der Sterne immer noch in die gleiche Richtung. So eine Sternassoziation wird dann auch Bewegungshaufen oder Bewegungssternhaufen genannt. Viele der hellsten Sterne im 'Pflug' von Ursa Major waren früher ein offener Sternhaufen, die nun eine lose Verbindung, die Ursa-Major-Gruppe darstellen.

## Untersuchungen der Sternentstehung
Wenn man die Sterne eines offenen Sternhaufens im Hertzsprung-Russell-Diagramm einträgt, dann liegen sie meist auf der Hauptreihe. Die schwersten Sterne liegen etwas abseits der Hauptreihe und werden Rote Riesen. Die Position dieser Sterne kann benutzt werden, um das Alter des Sternhaufens zu bestimmen.
Da alle Sterne in einem offenen Sternhaufen ungefähr die gleiche Entfernung zur Erde haben und ungefähr zur gleichen Zeit aus dem gleichen Rohmaterial entstanden sind, hängen die Helligkeitsdifferenzen nur von den unterschiedlichen Massen der Sterne ab. Dadurch sind offene Sternhaufen sehr nützlich, wenn man die Sternentwicklung untersuchen will. Denn wenn man zwei Sterne eines Sternhaufens vergleichen will, fallen die meisten Parameter raus.
Die Untersuchung von Lithium- und Berylliumvorkommen in offenen Sternhaufen sind wichtige Anhaltspunkte für die Evolution der Sterne und ihrer inneren Strukturen. Während Wasserstoffkerne unter einer Temperatur von 10 Millionen K nicht zu Helium fusionieren können, werden Lithium und Beryllium bereits bei einer Temperatur von 2,5 Millionen K und 3,5 Millionen K zerstört. Das bedeutet, dass ihr Vorkommen stark davon abhängt, was im Sterneninneren geschieht. Aus den Daten kann man auf das Alter und die chemische Zusammensetzung schließen.

## Entfernungsmessung
Um ein astronomisches Objekt zu verstehen, ist es zwingend erforderlich, dessen Entfernung zu kennen. Die näher gelegenen Sternhaufen können mit zwei verschiedenen direkten Methoden gemessen werden. Zum einen kann man die Parallaxe bestimmen, also die scheinbare Verschiebung des Objekts gegenüber sehr weit entfernten Objekten, die eigentlich aus der Bewegung der Erde um die Sonne resultiert. Die zweite Methode ist die so genannte Bewegungssternhaufenmethode (Sternstromparallaxe, siehe Parallaxe). Ihr liegt die Tatsache zu Grunde, dass sich die Sterne in einem Sternhaufen zusammen auf einen gemeinsamen Fluchtpunkt (Vertex) zu bewegen. Man bestimmt nun aus den Sternspektren mit Hilfe von Dopplereffektmessungen die Radialgeschwindigkeit. Sobald man die Radialgeschwindigkeiten, die Eigenbewegung und den beobachteten Winkel vom Sternhaufen zum Fluchtpunkt kennt, kann man mit einfacher Trigonometrie die Entfernung berechnen. Die Hyaden sind das bekannteste Beispiel, bei der diese Methode angewendet wurde. Ihre Entfernung beträgt 46,3 Parsec.
Sobald die Entfernung von nahe liegenden Sternhaufen bekannt ist, können für größere Entfernungen Techniken benutzt werden, die auf die gewonnenen Daten bei nahen Sternhaufen aufbauen. Von den nahen Sternhaufen weiß man, dass sich ihre Sterne bei einer bekannten Entfernung in der Hauptreihe des Hertzsprung-Russell-Diagramms einordnen, und so kann man leicht die Entfernung von Sternhaufen bestimmen, die sich viel weiter von der Erde weg befinden.
Der der Erde am nächsten gelegene offene Sternhaufen sind die Hyaden. Sie sind jedoch eher ein Bewegungssternhaufen als ein offener Sternhaufen. Der am weitesten entfernte offene Sternhaufen in der Milchstraße ist der Berkeley 29 mit einer Entfernung von rund 15,000 Parsec. Offene Sternhaufen findet man in vielen Galaxien der Lokalen Gruppe.
Die genaue Entfernung von offenen Sternhaufen ist wichtig, um die Perioden-Leuchtkraft-Beziehung bestimmter Größen veränderlicher Sterne (Cepheiden und RR-Lyrae-Sterne) zu eichen. Diese Sterne sind sehr hell und können noch in sehr großer Entfernung ausgemacht werden. Sie werden deshalb als Standardkerze verwendet, um die Entfernung zu nahen Galaxien in der Lokalen Gruppe zu berechnen.